# Jan Anderle
Jan Anderle (22. prosince 1900 Vyškov – 13. prosince 1982 Mylhúzy) byl český zkušební pilot a konstruktér, tvůrce kabinového motocyklu, takzvaného dálníku.

## Životopis
V roce 1914 se v Brně začal učit strojním zámečníkem. Poté absolvoval kurs pro strojvedoucí a stal se železničním zaměstnancem, strojvůdcem lokomotiv. V roce 1918 bojoval v řadách rakousko-uherské armády na Piavě v Itálii. Roku 1921 nastoupil v Olomouci službu v Československé armádě. V jejím rámci absolvoval pilotní školu v Chebu a po jejím úspěšném zakončení nastoupil jako instruktor létání v Prostějově. V roce 1929 opět změnil působiště a stal se v Praze na 3 roky zkušebním pilotem továrny Letov. Jeho úkolem bylo zalétávat tovární malá a střední letadla. Potom působil 1 rok jako šéfpilot u leteckého oddělení firmy Baťa ve Zlíně a další rok jako šéfpilot u továrny Walter v Praze-Jinonicích. V roce 1935 se vrátil jako zkušební pilot zpět do továrny Letov.
Od roku 1926 se začal zúčastňovat leteckých závodů. Hned v roce 1926 vyhrál na stíhacím letounu Letov Š-20 závod kolem republiky. V letech 1932 a 1934 se zúčastnil mezinárodních leteckých soutěží Challenge. V létě 1932 na starším letounu Breda Ba.15S (tovární letoun firmy Walter) s upraveným motorem Walter Junior (výkon zvýšen na 88 kW (120 k) – tento motor byl později použit pro variantu Walter Junior-Major) se zúčastnil Mezinárodního závodu turistických letadel Evropou (Challenge 1932). Mezi letci z Československa byl druhý, ale v celkovém pořadí obsadil až 19. místo, což nelze považovat za úspěch. Letoun RWD-9 byl speciálně navržen pro IV. ročník mezinárodní soutěže Challenge de Tourisme International, která se uskutečnila ve Varšavě na přelomu srpna a září 1934. V samotné soutěži Challenge 1934, která se konala ve dnech 28. srpna – 16. září 1934, Jan Anderle na polském letoun RWD-9W s československou imatrikulací OK-AMD a motorem Walter Bora obsadil 8. místo.

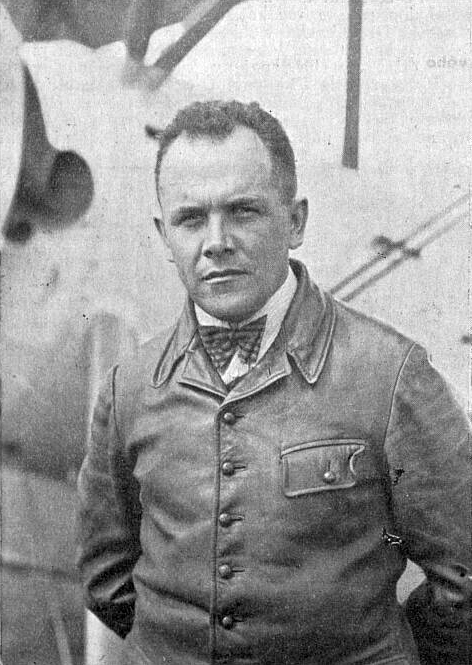
Jan Andrle, vytvořil 29.5.1935 nový čs. výškový rekord 10 651 m

V květnu 1935 opět už jako tovární pilot Letova vytvořil na letounu Letov Š-331 s licenčním motorem Walter Mistral K 14 vybaveným kompresorem (Gnome-Rhône 14K) československý výškový rekord 10 651 m. Mimo to tento letoun patřil k nejrychlejším jednomístným stíhacím letounům, byla mu oficiálně naměřena rychlost 407 km/h. Letoun Letov Š-331 konstruktéra ing. Aloise Šmolíka byl v podstatě totožným strojem se stíhacím letounem Letov Š-231. Jan Anderle tak překonal 11 let starý rekord Josefa Nováka s hodnotou 9 140 m, kterého dosáhl na letounu Aero A-18 s motorem Walter IV.
V červnu 1935 byl Jan Anderle s letounem Letov Š-331 na předváděcích akcích v Království Jugoslávie a v carském Bulharsku. V Bělehradu a v Novém Sadu byl 10. června předvádět letoun a jeho schopnosti vojenské letecké komisi a armádní generalitě. Poté přeletěl do Sofie, kde jeho produkci na letišti Božurište sledovali důstojníci bulharského letectva a generálního štábu vč. cara Borise III. a carevny Joanny.

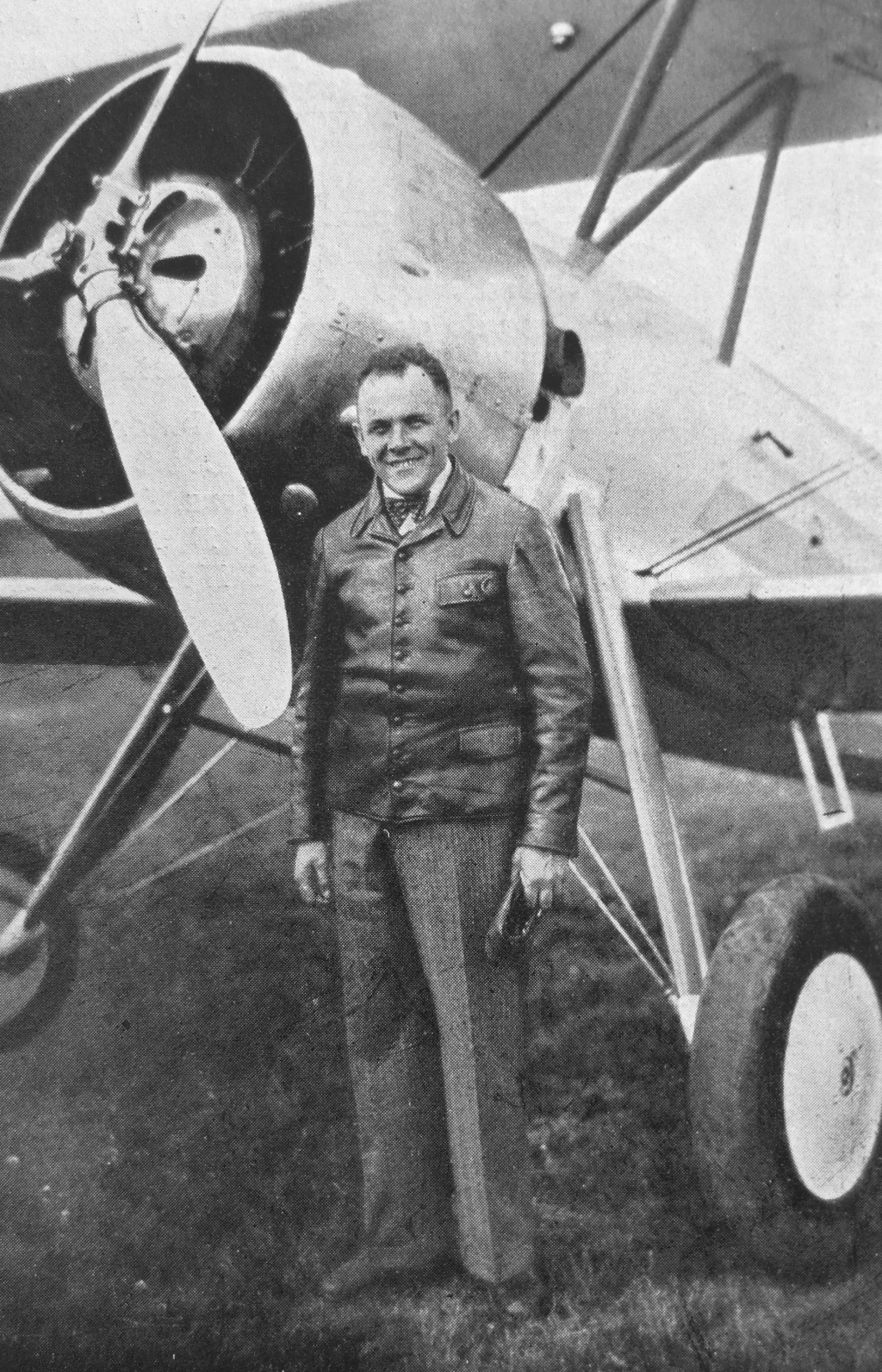
Jan Andrle a Letov Š-331

Ve svém volném čase Anderle navrhoval a vyráběl různá šlapací vozítka a později i jednostopá motorová vozidla. To byli předchůdci jednostopého dálníku s benzinovým pohonem. První takový stroj vznikl v letech 1938–1941, kdy jeho tvůrce nemohl jako pilot létat.
Za okupace byl Jan Anderle na udání zatčen Gestapem a vyslýchán.

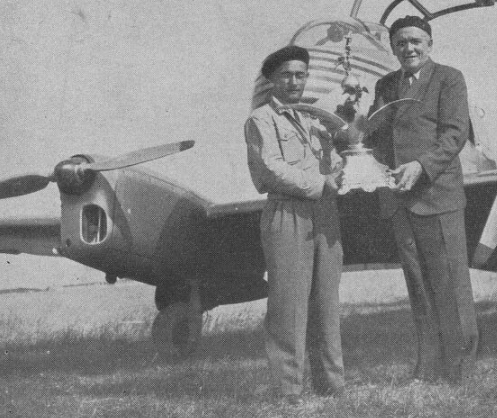
Jan Anderle na Aero Ae-45 zvítězil v Norton Griffiths Challenge Trophy (1949)

Po válce se stal šéfpilotem a konstruktérem českého výrobce letadel Aero. K jeho úkolům patřilo letadla nejen zalétávat, ale také předvádět jejich schopnosti na mezinárodních veletrzích. V anglickém závodě „Norton Griffiths Challenge Trophy“, konaném v srpnu 1949 v Birminghamu, zvítězil s Ae-45 (OK-DCL). Anderle provedl i non-stop přelet Sahary, W. B. Riley letěl z Prahy na Cejlon, D. Beard z Prahy do Hongkongu ve třech etapách přes 1600 km dlouhých, R. Ceschina vyhrál soutěž „Championship of Italy“. Letoun Ae-45S přelétl jako první čs. letoun Atlantik z Buenos Aires do Milána s mezipřistáním na ostrově Fernando de Noronha.
Během jedné ze služebních cest do Anglie se Anderle rozhodl v cizině zůstat – jeho dcera v Londýně studovala. Po 3 měsících se však na naléhání manželky vrátil. Byl okamžitě zatčen, obviněn ze špionáže, zrady a diverze a odsouzen k trestu smrti. Později mu byl trest zmírněn na 15 let. Pět z nich strávil v jáchymovských uranových dolech, dva roky v nemocnici. Po podmínečném propuštění v roce 1957 strávil nuceně šest let na stavbě lipenské přehrady.
Přes veškerou nepřízeň osudu a životní zvraty však Jan Anderle neztratil chuť dál vylepšovat svůj dálník. Tak spatřily v letech 1961 a 1967 světlo světa verze Frontcar.
V roce 1967 se Anderle rozhodl opustit Československo a emigroval do Německa a pak do Mylhúz ve Francii, kde se živil jako soustružník v dílnách na letišti Habsheim a přitom se dál věnoval vývoji dálníku. Mezitím (od listopadu 1980) jej Státní bezpečnost zařadila do Evidence zájmových osob (EZO). Byl evidován dokumenty SEO VOS FMV č. V-33389 a V-2653. Ze samotného záznamu v EZO nelze ve většině případů dohledat konkrétní důvod, proč dotyčnou osobu StB evidovala.
Ve spolupráci se Švýcarem Arnoldem Wagnerem a českým emigrantem Vladimírem Pohořelým navrhl v roce 1982 i „převratný“ dálník Peraves-W18 se samonosnou laminátovou karoserií. Jeho dokončení se však již nedočkal. Zemřel 13. prosince 1982.

## Galerie

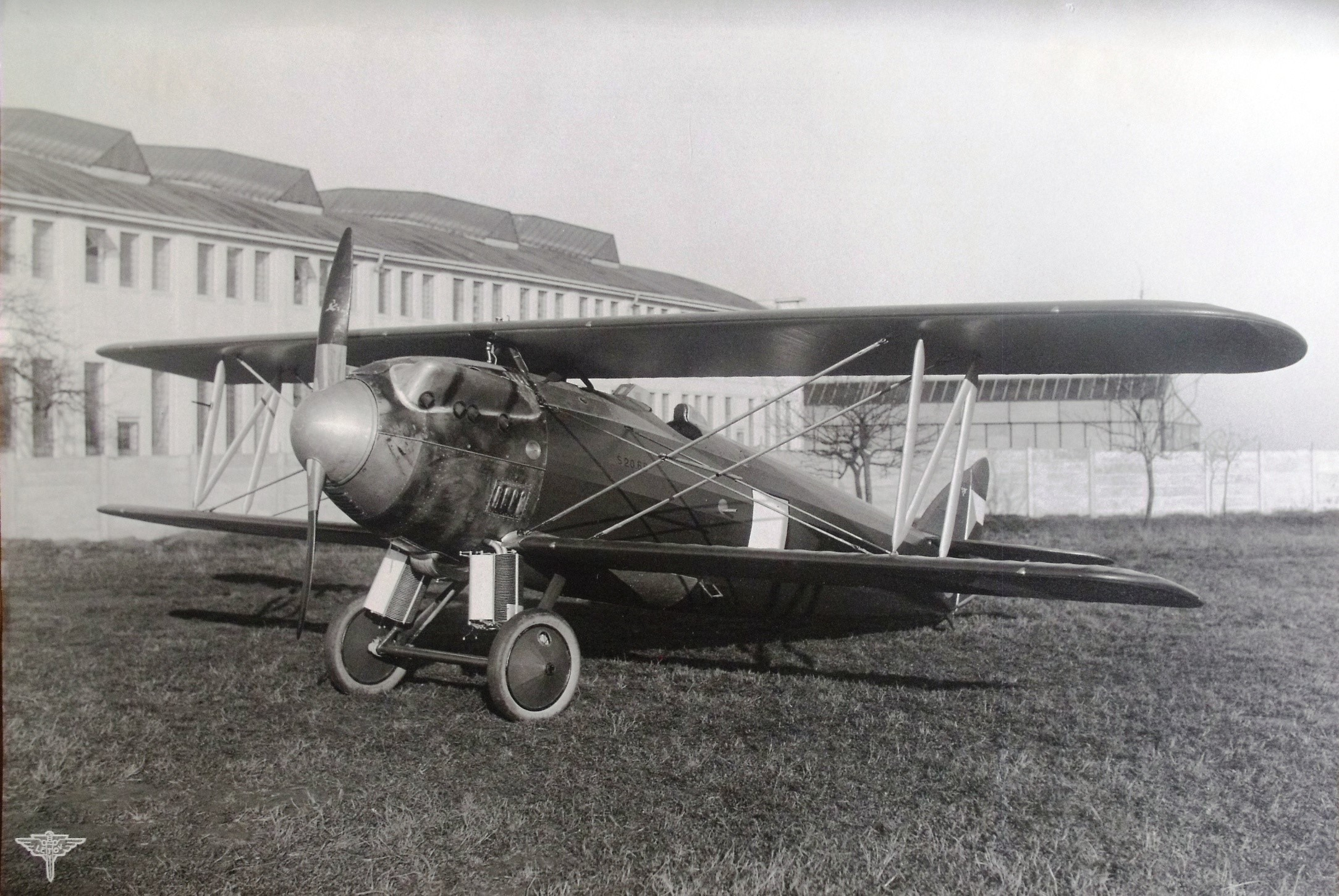
Letoun Letov Š-20, s nímž pilot Anderle vyhrál závod kolem republiky 1926
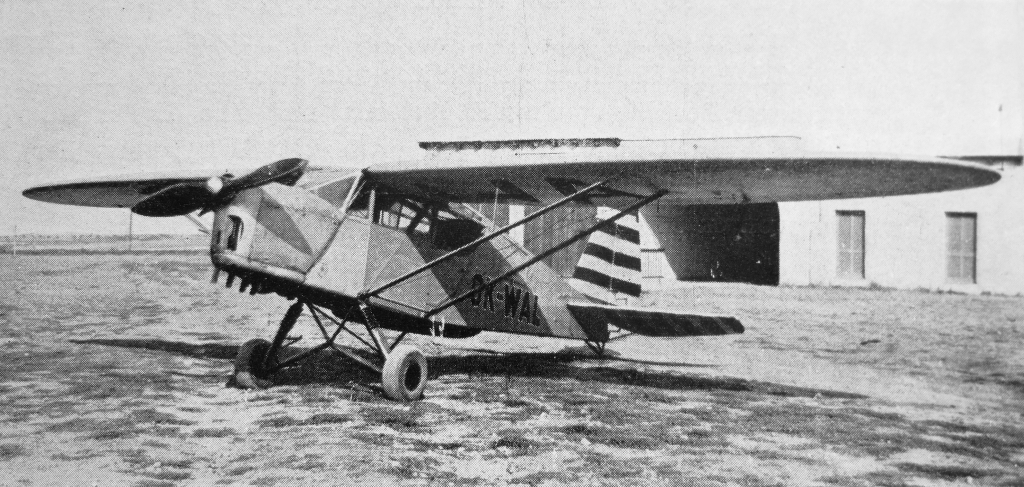
Letoun Breda Ba.15-S, s nímž pilot Anderle absolvoval Challenge 1932
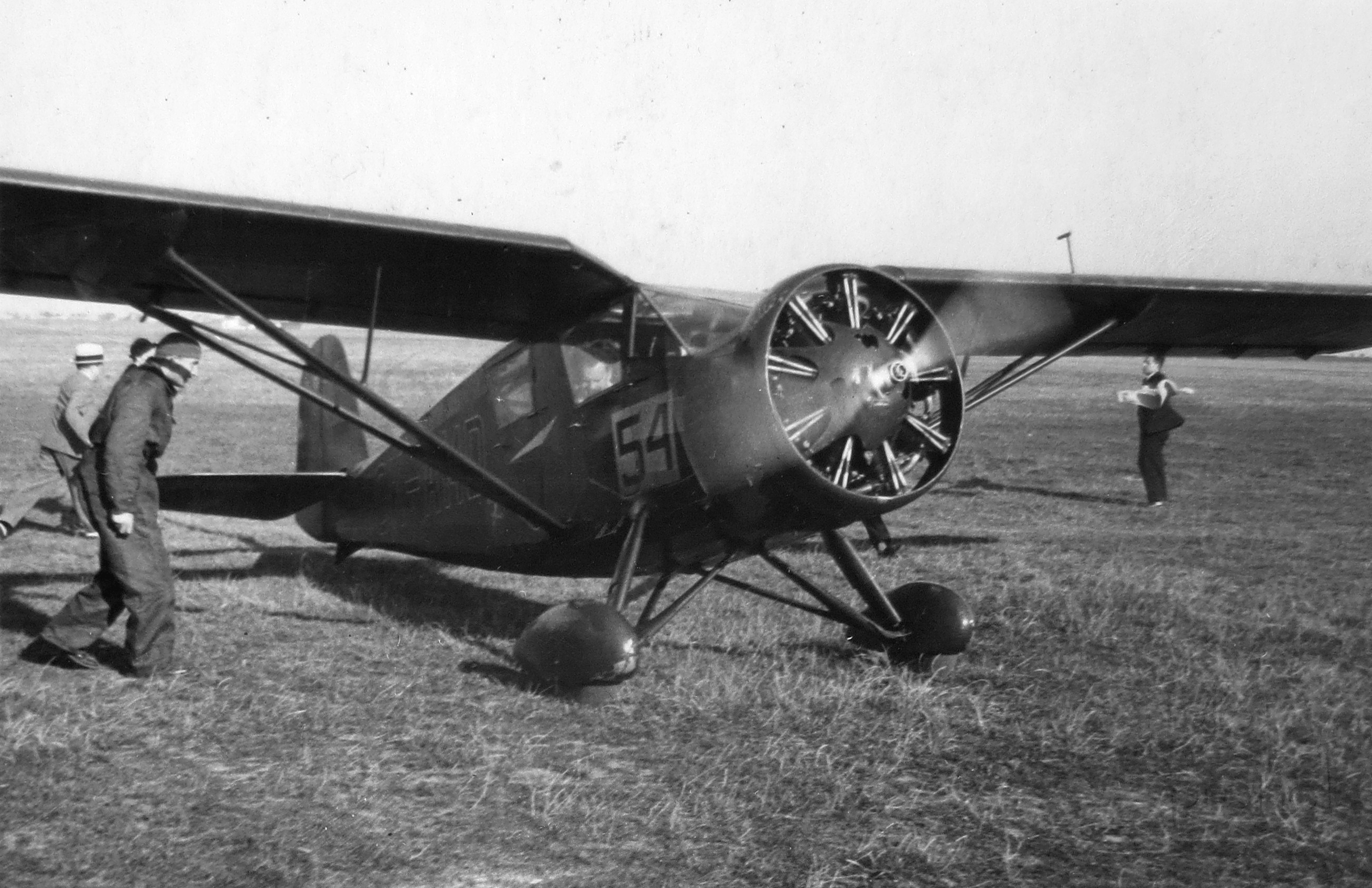
Letoun RWD-9W, s nímž pilot Anderle na Challenge 1934 obsadil 8. místo
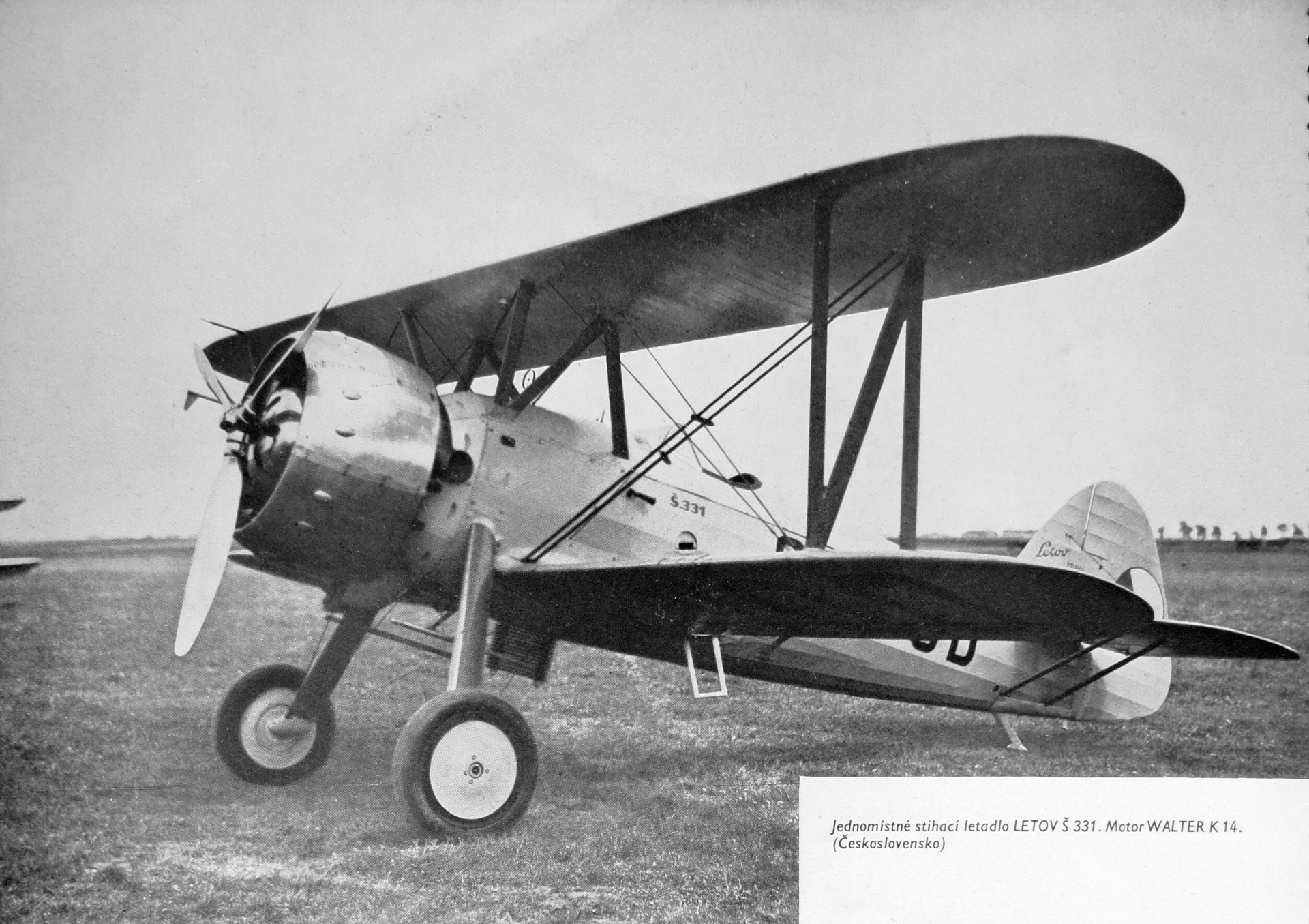
Letoun Letov Š-331 s motorem Walter K-14 I, s nímž pilot Anderle vytvořil 29.5.1935 výškový rekord
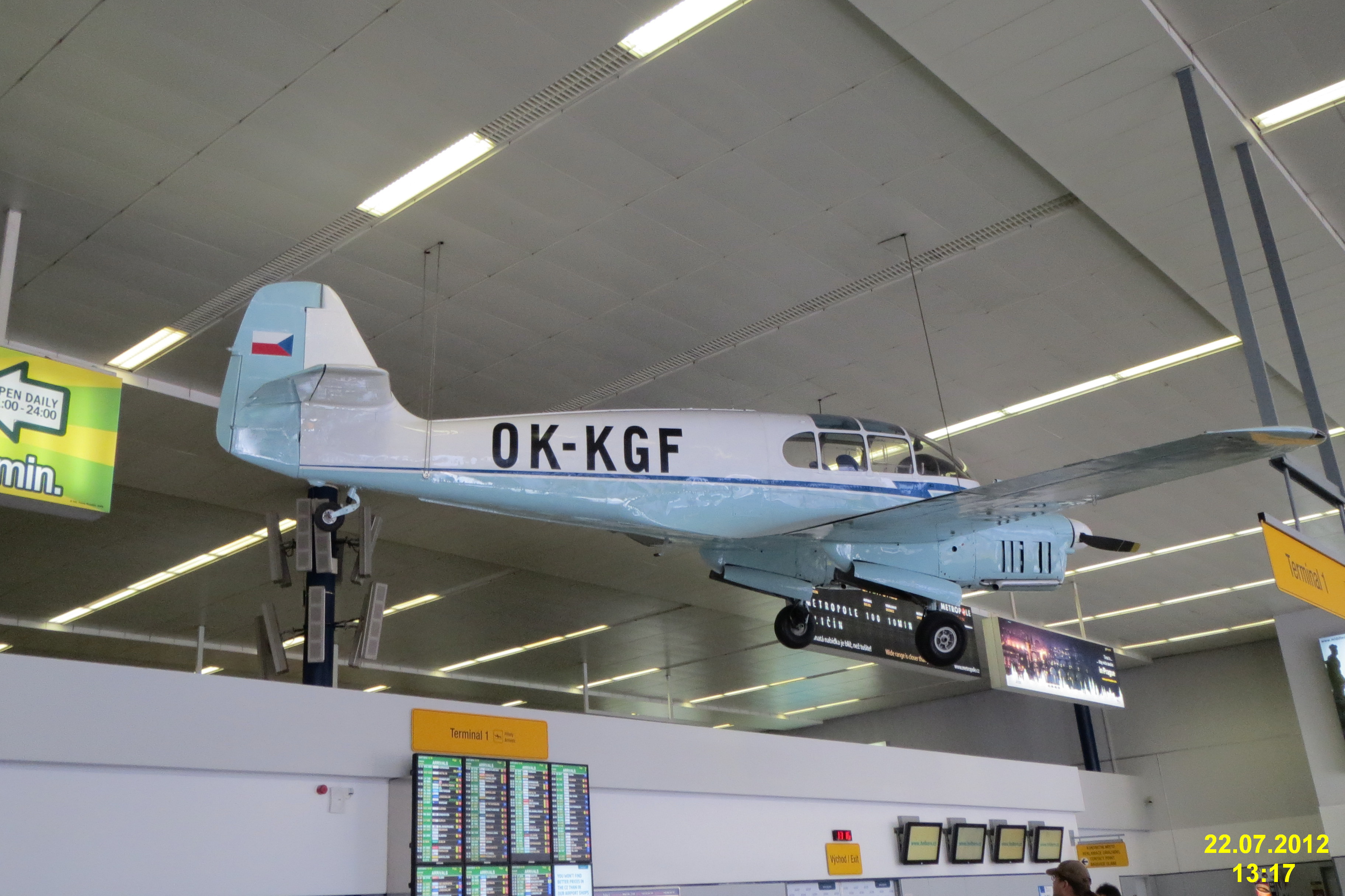
Letoun Aero Ae-45 v příletové hale letiště Ruzyně
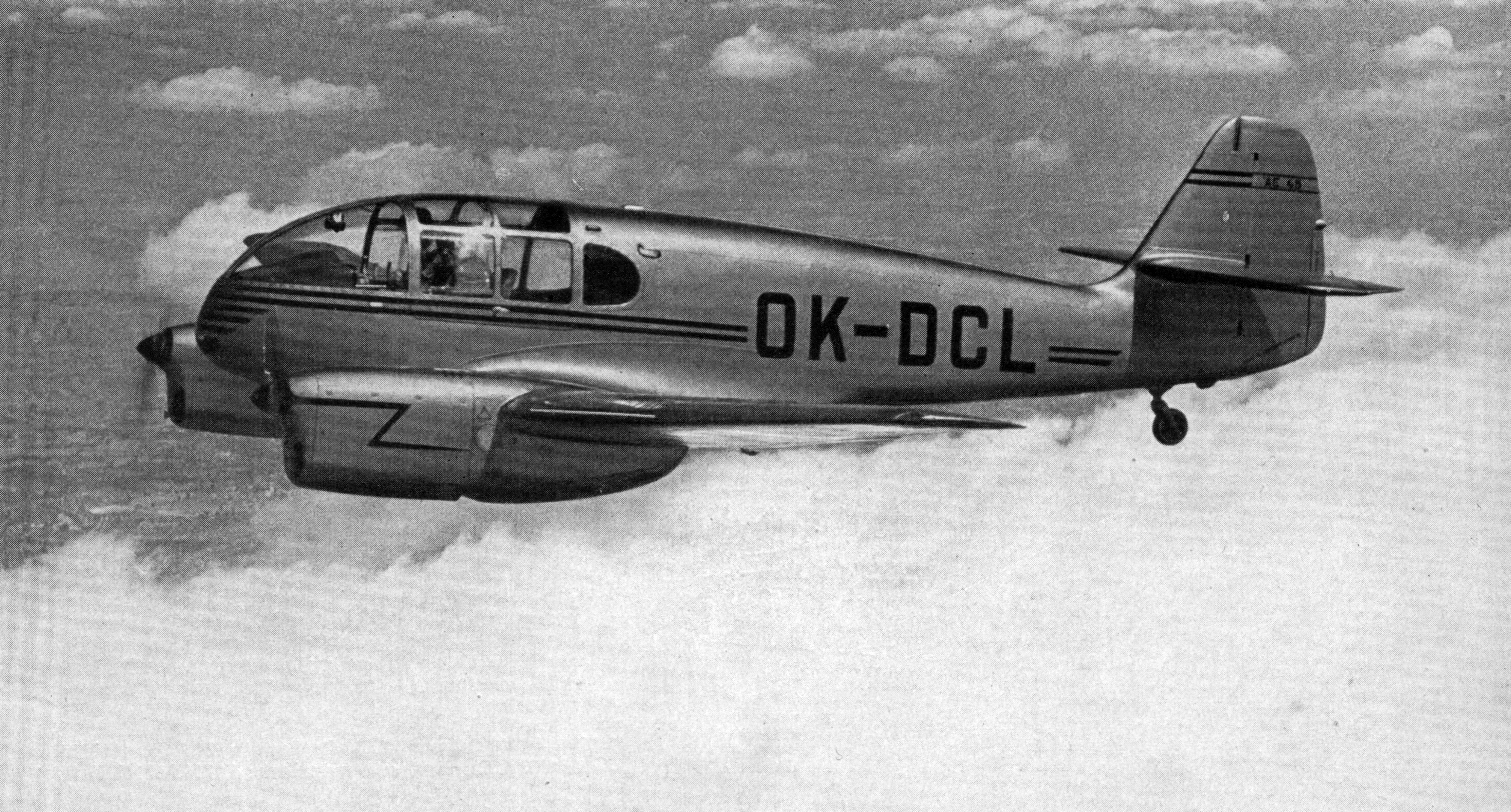
Aero Ae-45 (OK-DCL), s nímž pilot Anderle zvítězil v srpnu 1949 v Norton Griffiths Challenge Trophy
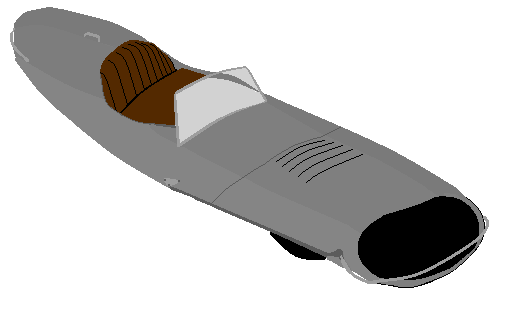
Nákres dálníku zkonstruovaného Janem Anderlem ve 40. letech
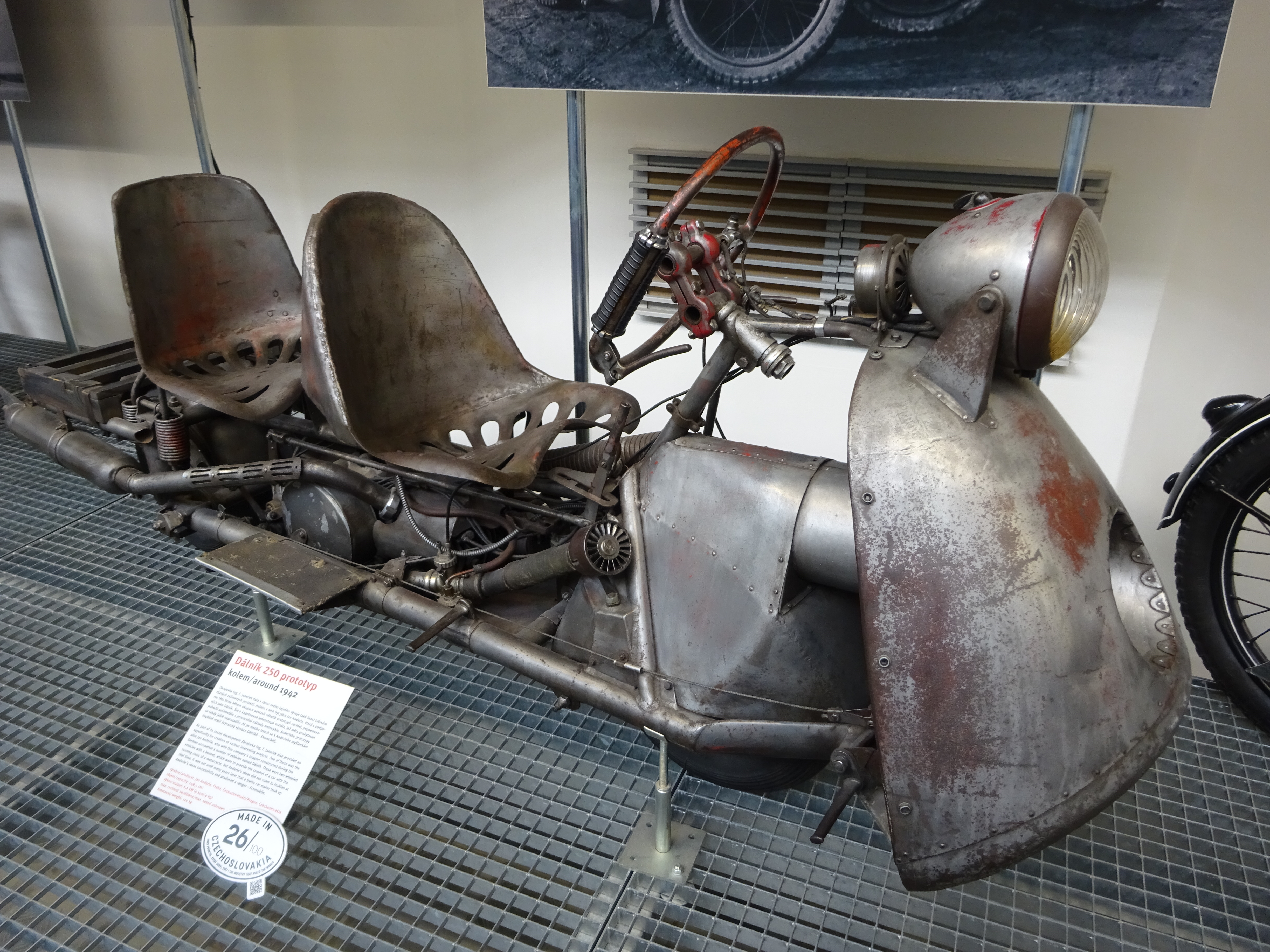
Prototyp dálníku 250, Jan Anderle (NTM 2023)
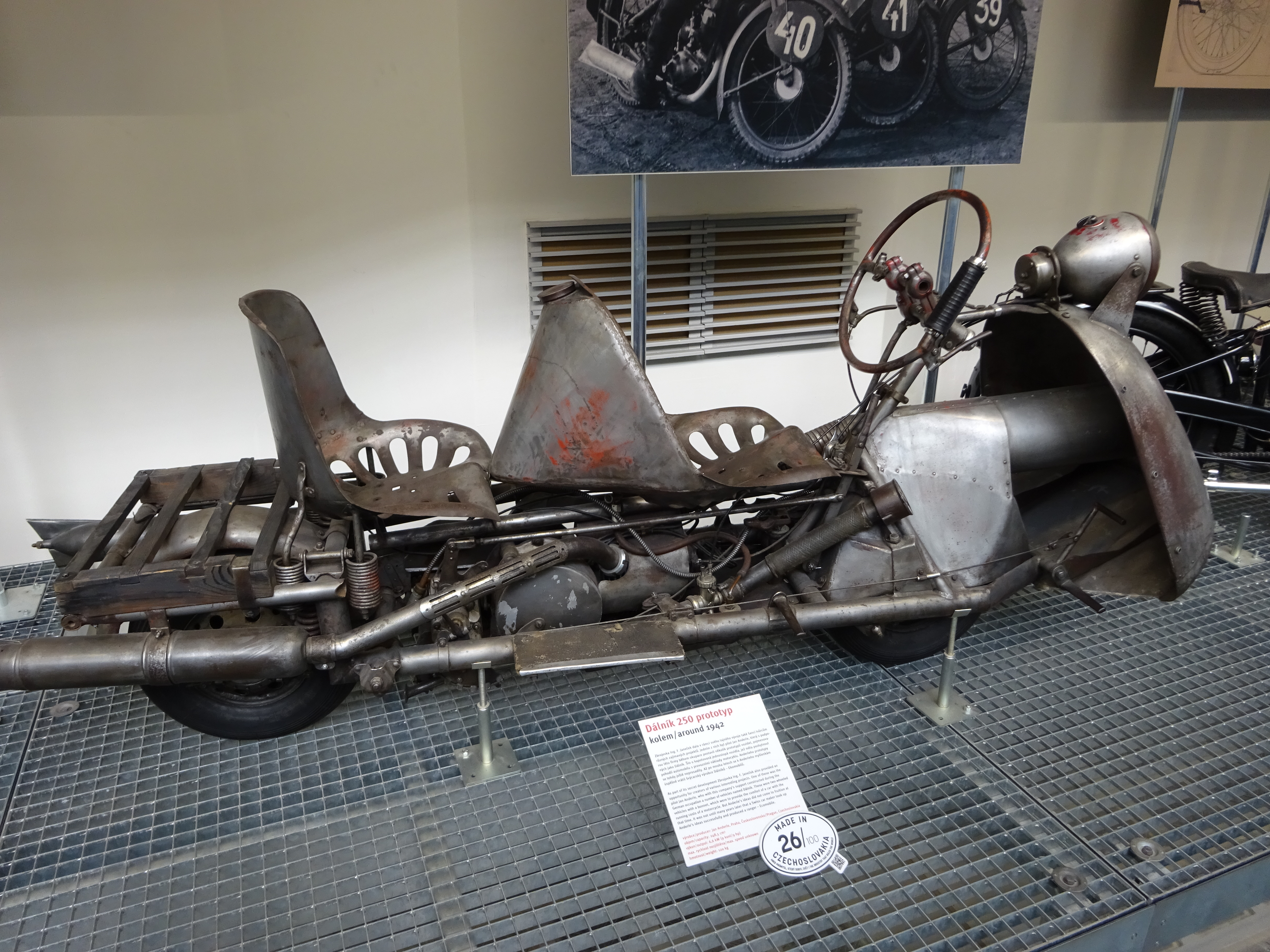
Prototyp dálníku Jana Anderleho (NTM 2023)